# Alexandru Marghiloman
Alexandru Marghiloman (Buzău, 4 luglio 1854 – Buzău, 10 maggio 1925) è stato un politico rumeno, esponente del partito conservatore e primo ministro del Regno di Romania dal 15 marzo al 24 ottobre 1918.

## Biografia
Dopo aver studiato Legge a Parigi, nel 1884 entra nel parlamento rumeno e nel 1888 entra a far parte del governo.
Inizialmente attestato su posizioni filo-tedesche, allo scoppio della prima guerra mondiale si dichiara a favore della neutralità della Romania.
Dopo l'occupazione tedesca di Bucarest, in qualità di Presidente della Croce Rossa rumena fece da mediatore con le autorità germaniche rifiutandosi tuttavia di formare un governo parallelo rispetto a quello fedele al re Ferdinando I, che si era nel frattempo spostato a Iași.
Dopo il ritiro della Russia dal conflitto, la Germania occupò il resto della Romania e re Ferdinando I chiese a Marghiloman di formare un governo nell'auspicio che un primo ministro filo-tedesco potesse permettere la firma di un accordo di pace.
Marghiloman negoziò il Trattato di Bucarest con le Potenze centrali il 7 maggio 1918 senza riuscire tuttavia ad evitare una serie di clausole molto punitive.
Il governo Marghiloman cadde dopo la firma dell'armistizio di Compiègne e venne sostituito da un gabinetto filo-alleato guidato dal generale Constantin Coandă, il cui primo atto fu quello di dichiarare guerra alla Germania.